# Josette Baer Hill
Josette Angélique Baer Hill (* 1966; heimatberechtigt in Menziken) ist eine Schweizer Politikwissenschaftlerin mit Schwerpunkt auf Ostmitteleuropa.

## Leben
Von 1988 bis 1993 studierte Baer Hill Slawische Philologie und Politikwissenschaften mit einem Fokus auf politische Philosophie und internationale Beziehungen und Geschichte Osteuropas. 1996 promovierte sie mit der Arbeit Politik als praktizierte Sittlichkeit. Zum Demokratiebegriff bei Thomas G. Masaryk und Václav Havel. Von 1996 bis 2001 absolvierte sie diverse Forschungsaufenthalte in Bratislava, Budapest und Leeds. 2001 erhielt sie ein SNF-Stipendium. Von 2001 bis 2004 weilte sie für ihre Habilitation an der University of Washington. Von 2004 bis 2006 lehrte sie in Minsk und St. Petersburg. 2006 habilitierte sie sich in Zürich mit einer Arbeit mit dem Titel Slavic Thinkers. Intellectual History and Political Thought in Central Europe and the Balkans, 19th Century. Seit 2006 lehrt sie an der Universität Zürich, ab 2012 als Titularprofessorin.
In ihrer Forschung beschäftigt sich Baer Hill schwerpunktmässig mit politischer Philosophie. In diesem Bereich forscht sie vor allem zu Vertragstheorien und westlichen politischen Denkern des 20. Jahrhunderts. Aktuell forscht sie primär zur politischen Ideengeschichte im slawischen Zentraleuropa.
In der Öffentlichkeit trat Baer Hill 2019 in Erscheinung, als sie in der Diskussion zur Abstimmung zur EU-Waffenrichtlinie gegen eine Verschärfung des Waffenrechts argumentierte.

## Werke (Auswahl)
- The green butterfly. Hana Ponická (1922–2007), slovak writer, poetess, and dissident. ibidem, Stuttgart 2022.
- The Vesels. The fate of a Czechoslovak family in 20th century Central Europe (1918–1989). ibidem, Stuttgart 2020.
- Alexander Dubček unknown (1921–1992). The life of a political icon. ibidem, Stuttgart 2018.
- «Spirits that I've cited…?» Vladimír Clementis (1902–1952). The Political Biography of a Czechoslovak Communist. ibidem, Stuttgart 2017.